# Дорфарє
Дорфарє (словен. Dorfarje) — поселення в общині Шкофя Лока, Горенський регіон, Словенія. Висота над рівнем моря: 372,6 м.